# Dreadlock Holiday
Singles de 10cc
People in Love
(1977) For You and I
(1978)
Pistes de Bloody Tourists
For You and I
Dreadlock Holiday est une chanson du groupe de rock britannique 10cc sortie en single en 1978, ainsi que sur l'album Bloody Tourists.
Ce reggae parodique, inspiré d'une mésaventure survenue à Justin Hayward (chanteur des Moody Blues) et Eric Stewart lors de vacances à la Barbade, est le dernier no 1 du groupe au Royaume-Uni.